# Cot Pangkale
Cot Pangkale är en kulle i Indonesien.   Den ligger i provinsen Aceh, i den västra delen av landet, 1 800 km nordväst om huvudstaden Jakarta. Toppen på Cot Pangkale är 86 meter över havet. Cot Pangkale ligger på ön Pulau We.
Terrängen runt Cot Pangkale är kuperad västerut, men åt nordost är den platt. Havet är nära Cot Pangkale åt sydost.  Närmaste större samhälle är Sabang, 9,0 km norr om Cot Pangkale. 